# Manderen-Ritzing
Manderen-Ritzing község Franciaország Grand Est régiójában, Moselle megyében. Új községként 2019. január 1-jén jött létre Manderen és Ritzing korábbi község egyesítésével.

## Népesség
| Lakosok száma | 586  | 596  | 602  | 602  | 602  | 602  |
|               | 2017 | 2018 | 2019 | 2020 | 2021 | 2022 |